# Lužice (okres Hodonín)
Lužice (německy Luschitz) jsou obec v okrese Hodonín v Jihomoravském kraji. Leží čtyři kilometry jihozápadně od Hodonína. Žije zde přibližně 2 900 obyvatel. Obec je známá i těžbou ropy. Symbol těžební věže se dostal i do znaku obce spolu s dalším významným symbolem obce, což je víno a kultura s ním související.
Obec je členem sdružení obcí Region Podluží a dosud se zde udržují tradice a zvyky Moravského Slovácka.

## Historie
První písemná zmínka o obci pochází z roku 1324. Nejstarší doložená zmínka o obci dle internetových stránek pochází z roku 1250. Po usilovném pátrání v Moravském zemském archivu v Brně se podařilo kronikářce obce PhDr. Miroslavě Roškové,CSc. najít listinu, která dokládá existenci obce Lužice u Hodonína již v roce 1250. Název Lužice (Luscicz) se poprvé nalézá v latinsky psané papežské listině, která pochází z kanceláře papeže Inocence IV. a je datována 17. prosincem 1250. Adresátem listiny je opat a řeholní bratři prvního cisterciáckého kláštera na moravském Velehradě. Touto listinou přijal papež a papežská stolice velehradský klášter pod svoji ochranu a potvrdil mu všechny do té doby i v budoucnu získané svobody.
24. června 2021 prošlo obcí tornádo včetně extrémní bouře, které za sebou zanechalo několik zraněných a zničilo mnohé domy. Tornádo dosáhlo síly F4 na Fujitově stupnici (druhá nejsilnější úroveň síly tornáda). Postižena byla zhruba třetina obce.
V chrámu svatého Cyrila a Metoděje se u této příležitosti konala v neděli 11. července 2021 mše svatá v přímém televizním přenosu TV Noe

## Obyvatelstvo
| Rok            | 1869 | 1880  | 1890  | 1900  | 1910  | 1921  | 1930  | 1950  | 1961  | 1970  | 1980  | 1991  | 2001  | 2011  | 2021  |
| -------------- | ---- | ----- | ----- | ----- | ----- | ----- | ----- | ----- | ----- | ----- | ----- | ----- | ----- | ----- | ----- |
| Počet obyvatel | 972  | 1 479 | 1 688 | 1 742 | 2 076 | 2 245 | 2 136 | 2 061 | 2 530 | 2 641 | 2 669 | 2 515 | 2 742 | 2 781 | 2 804 |
| Počet domů     | 192  | 233   | 246   | 270   | 328   | 361   | 423   | 523   | 577   | 640   | 680   | 752   | 830   | 920   | 975   |

## Obecní správa
Mezi lety 1850–1985 byly Lužice obcí v okrese Hodonín. Od 1. července 1985 do 31. prosince 1991 patřily jako část města k Hodonínu a od 1. ledna 1992 jsou opět samostatnou obcí.

### Obecní symboly
Znak a vlajka byly obci uděleny rozhodnutím předsedy Poslanecké sněmovny Parlamentu České republiky dne 27. dubna 1999.

## Pamětihodnosti
- Kostel svatého Cyrila a Metoděje z roku 1874
- Sousoší Piety s křížem

## Galerie

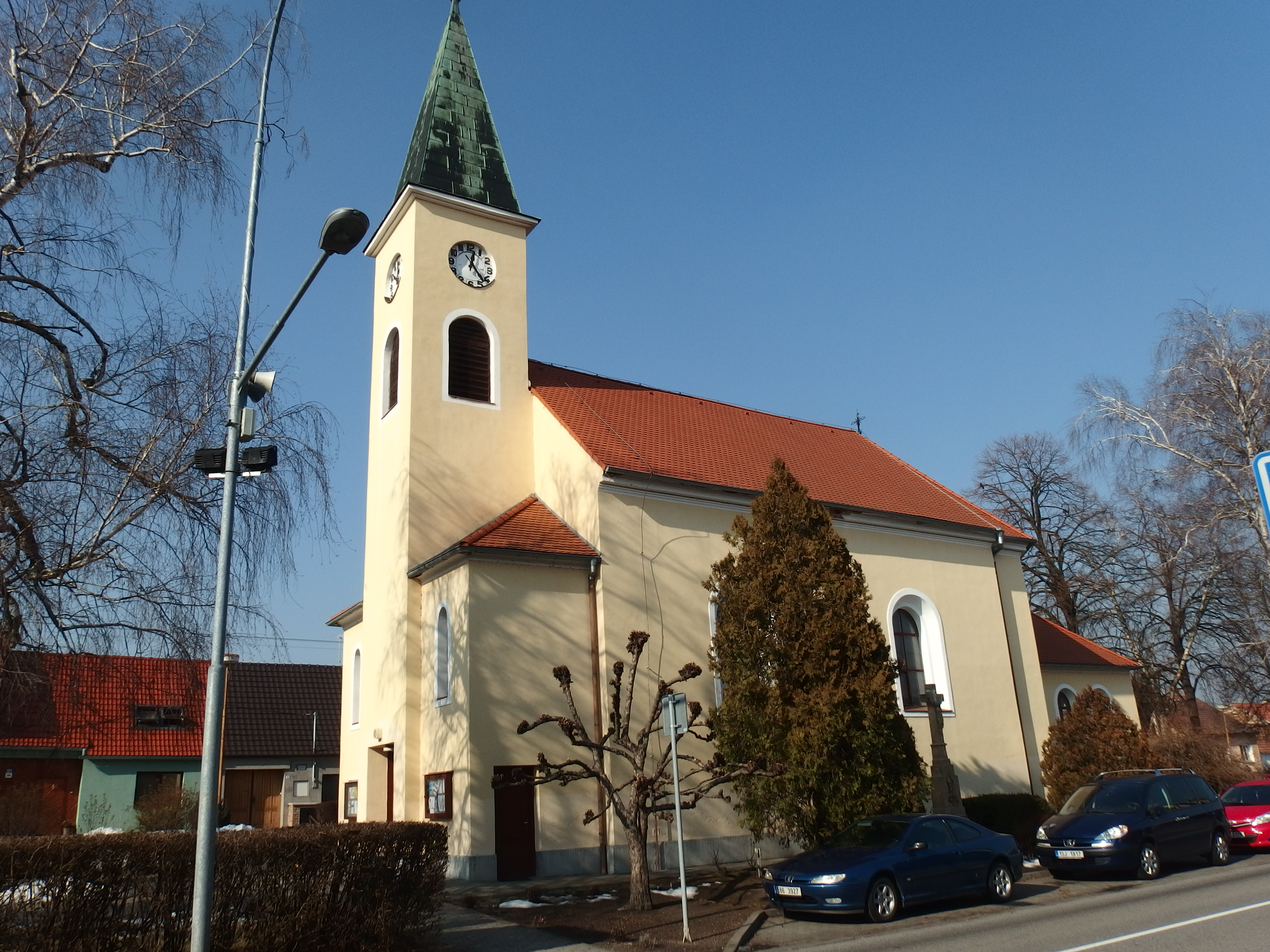
Kostel svatého Cyrila a Metoděje
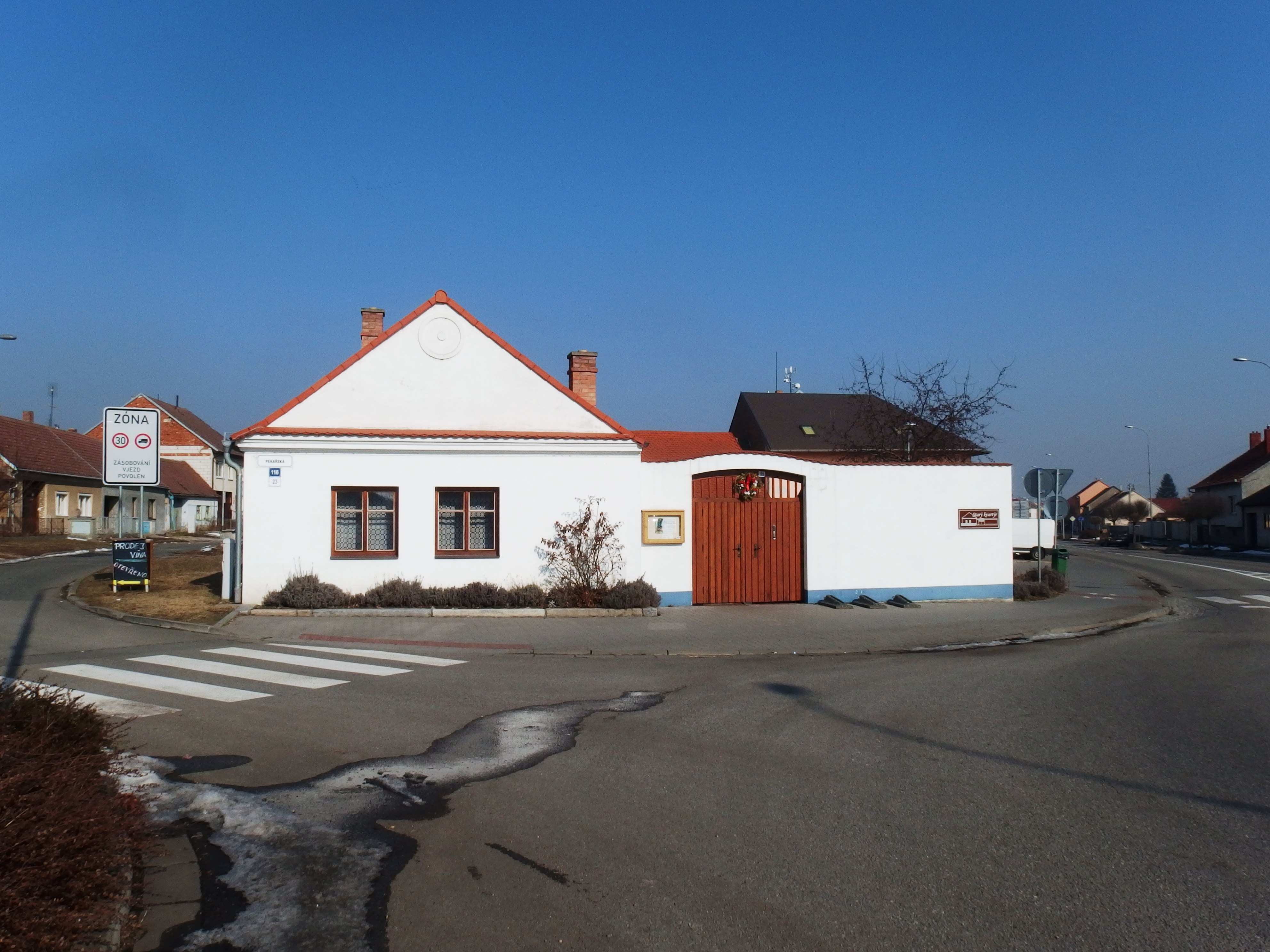
Památkový domek zvaný Starý kvartýr, upravený na muzeum
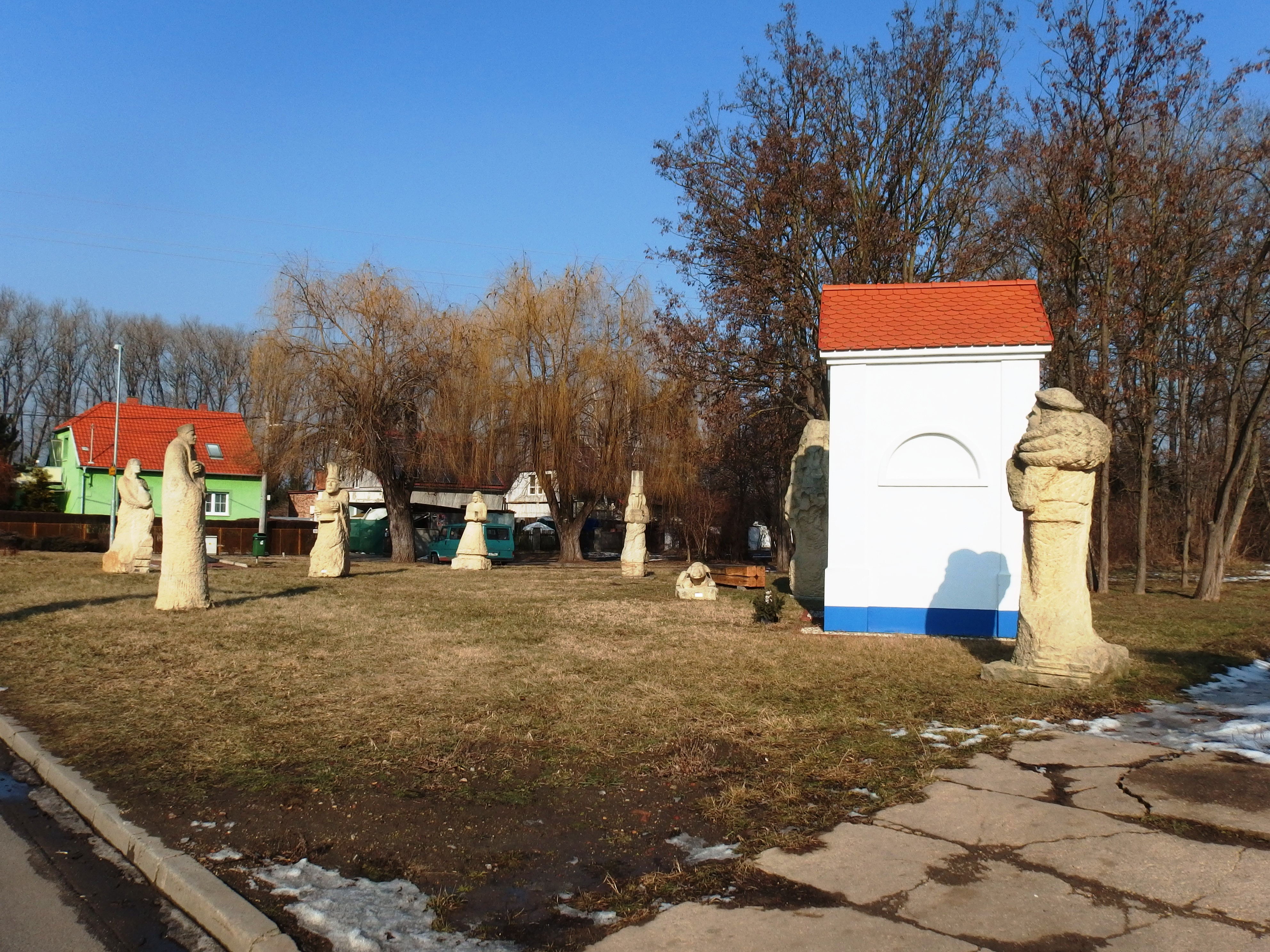
Kaplička Panny Marie se skupinou soch, prací účastníků sympozia absolventů středních uměleckých škol (v obci je na mnoha místech rozmístěno přes sto soch)
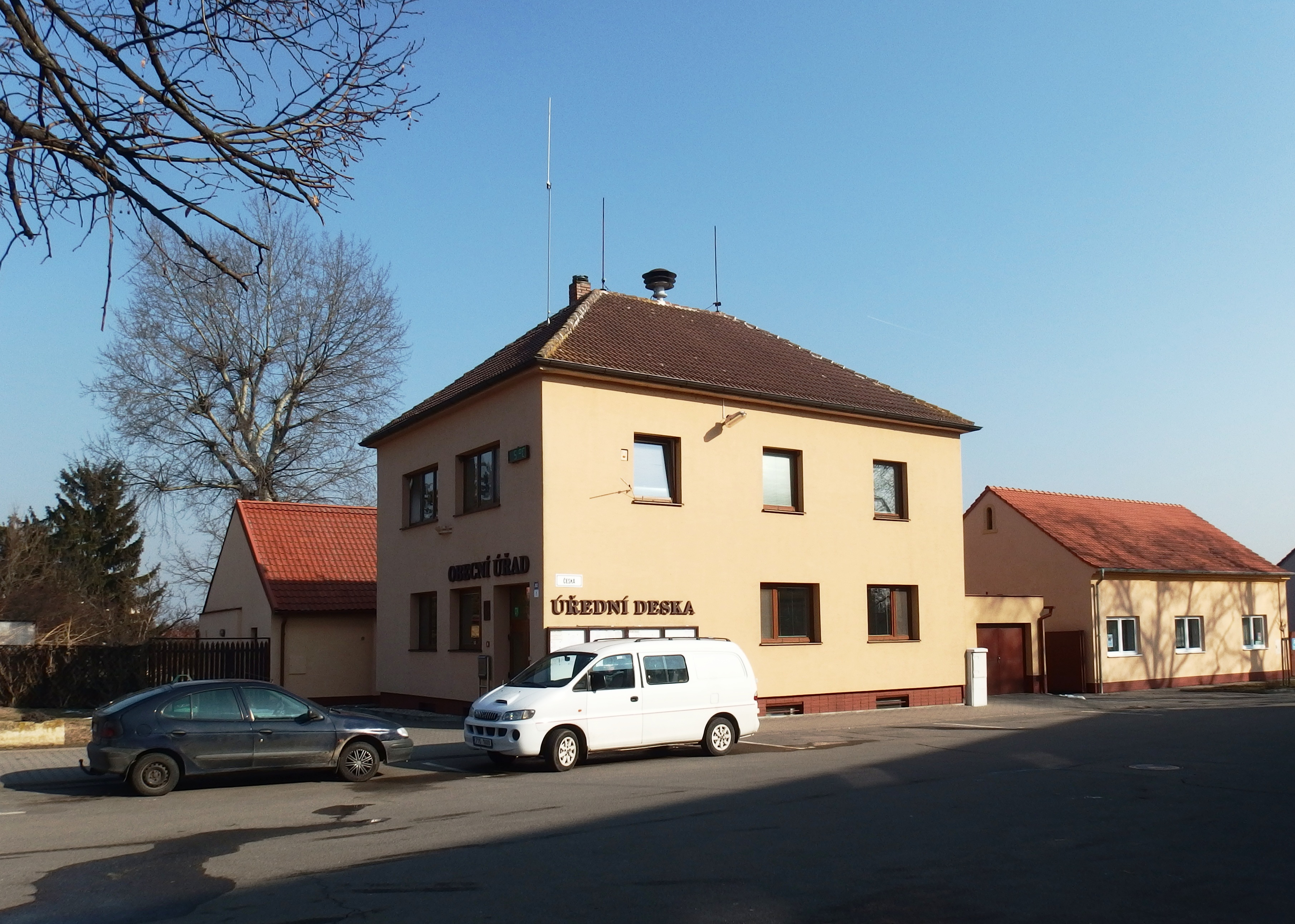
Obecní úřad
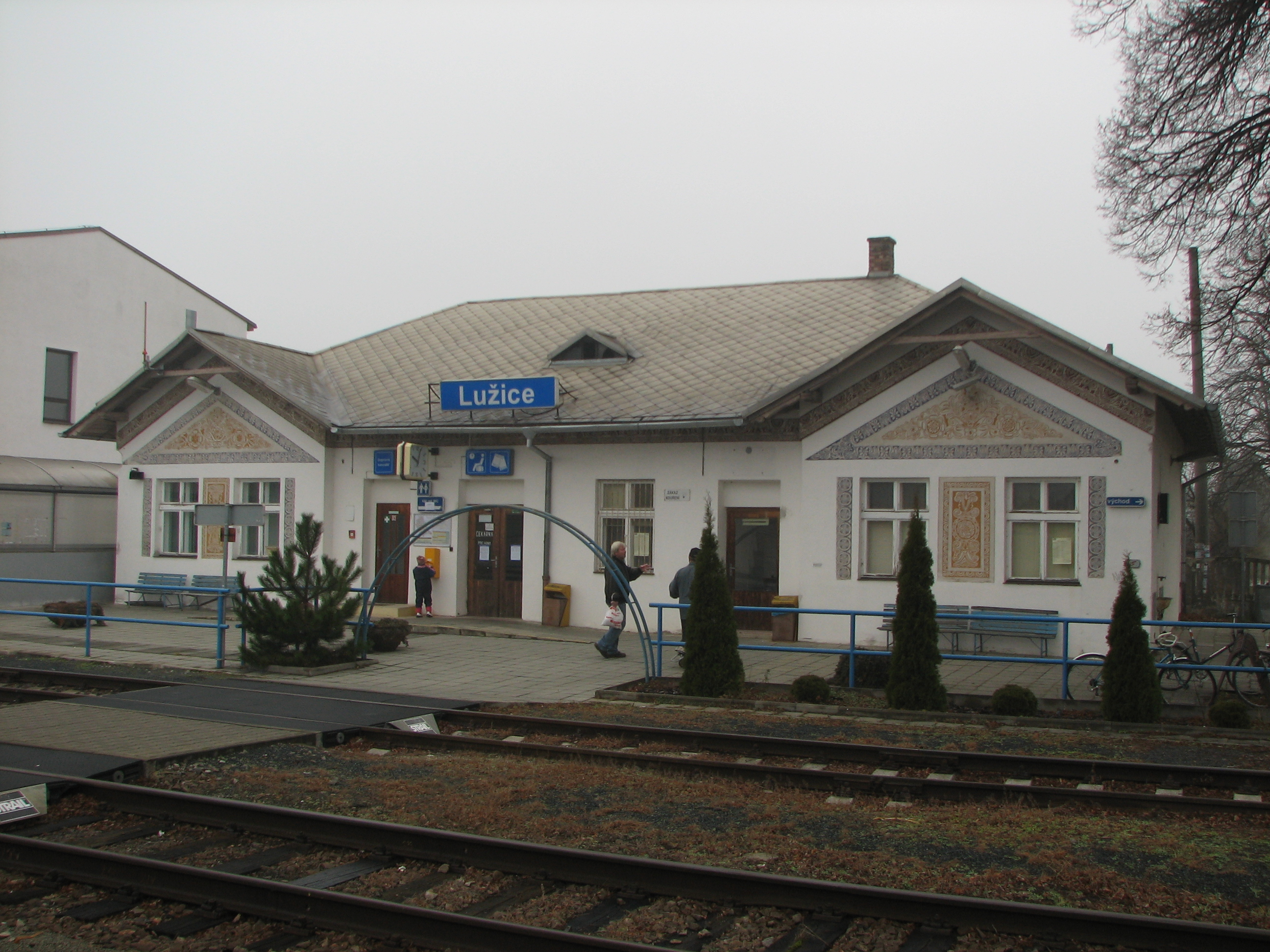
Nádraží na trati Přerov-Břeclav